# 354-й учебный механизированный полк
354-й учебный механизированный полк (укр. 354-й навчальний механізований полк) — учебный полк Сухопутных войск Вооружённых сил Украины (В/Ч Б 0941, позднее А 1048). Входит в состав 169-го учебного центра Сухопутных войск Вооружённых сил Украины.

## История
354-й учебный мотострелковый полк был создан 20 января 1943 года как 11-й гвардейский воздушно-десантный полк. В 1953 году часть была переформирована в 354-й гвардейский стрелковый Кишиневский ордена Суворова полк. В 1957 году он стал мотострелковым полком, а в 1960 году учебным мотострелковым.
Указом Президента Украины № 1173 от 30 октября 2000 года носил название 354-й учебный Кишиневский ордена Суворова мотострелковый полк. Указом Президента Украины № 569/2006 от 23 июня 2006 года переименован в 354 учебный гвардейский механизированный Кишиневский ордена Суворова полк.

## Символика
Нарукавная эмблема полка представляет собой щит, разделённый крестом на четыре поля. Первое и четвёртое поля — голубого цвета, второе и третье — малинового. Голубой цвет указывает на историческую принадлежность части к воздушно-десантным войскам, малиновый — на нынешнюю принадлежность к механизированным войскам. В центре щита изображена голова рыси анфас на фоне скрещённых сабель остриями вверх золотого (жёлтого) цвета. Изображение головы рыси выполнено серым, чёрным, красным и серебряным (белым) цветом. Ниже размещено изображение боевой машины пехоты золотого (жёлтого) цвета. Голова рыси, сабли и боевая машина пехоты указывают на основные задачи части — обучение будущих воинов механизированных войск Сухопутных войск ВС Украины. Гвардейская лента и лента ордена Суворова III степени в верхней части щита отражают соответственно гвардейское наименование и наличие этой государственной награды. На синей ленте в нижней части щита размещена надпись «Кишинёвский» — почётное наименование полка.